# العلاقات الأفغانية الروسية
العلاقات الأفغانية الروسية هي العلاقات الثنائية التي تجمع بين أفغانستان وروسيا. تُعد هذه العلاقات مستقلة عن «اللعبة الكبرى» التي تتكون من نزاعات روسية بريطانية على أفغانستان منذ عام 1840. وقعت أفغانستان وروسيا السوفيتية معاهدة صداقة في 28 فبراير عام 1921. كان الاتحاد السوفيتي أول دولة تعترف باستقلال أفغانستان بعد الحرب الإنجليزية الأفغانية الثالثة عام 1919.
شكلت أفغانستان والاتحاد السوفيتي علاقة ودية بعد الحرب العالمية الثانية، وقدم الاتحاد السوفيتي الكثير من المساعدات والتنمية لأفغانستان. وقع البلدان على معاهدة صداقة في عام 1978، وتدخلت روسيا السوفيتية في العام التالي في أفغانستان بعملية العاصفة -333. أثار هذا الإجراء رد فعل سلبي في معظم العالم الإسلامي الذي اعتبره غزوًا، وساهم في تراجع ازدهار أفغانستان وتعزيز العناصر الراديكالية داخل البلاد. انهارت الحكومة الأفغانية المدعومة من روسيا في عام 1992. تحسنت العلاقات الروسية الأفغانية إلى حد ما في السنوات التي أعقبت الصراع. تملك روسيا الآن سفارة في كابول وقنصلية عامة في مزار شريف، وتملك أفغانستان سفارة في موسكو.
تُعد أفغانستان أيضًا واحدة من الدول التي اعترفت بضم الاتحاد الروسي للقرم في عام 2014.

## العلاقات التاريخية

### روسيا القيصرية
أقامت روسيا القيصرية علاقات دبلوماسية لأول مرة مع أفغانستان في عام 1837، وذلك في نفس الوقت الذي توترت فيه العلاقات الدبلوماسية بين بريطانيا العظمى وروسيا. أرادت الإمبراطورية الروسية طريقًا تجاريًا مباشرًا مع الهند. كان لدى الإمبراطورية البريطانية بعض الشكوك في الاتصال الأول مع أفغانستان، واشتبهت في أن روسيا تحاول توسيع أراضيها في شبه القارة الهندية. فتحت الحكومة الروسية علاقات دبلوماسية مع أفغانستان. أدى هذا، إلى جانب دعمهم لمحاولة الحاكم الإيراني محمد شاه قاجار لغزو هراة في عام 1838، إلى الغزو البريطاني لأفغانستان خلال الحرب الأنجليزية الأفغانية الأولى (1839-1842).
تقدمت روسيا بثبات عبر آسيا الوسطى خلال القرن التاسع عشر، واحتلت طشقند في عام 1865، وسمرقند وخوقند في عام 1868، وخيوة في عام 1873. اقترحت بريطانيا أفغانستان كدولة حاجزة، وأرسلت روسيا بعثة دبلوماسية إلى كابول بعد مؤتمر برلين في عام 1878. حاول شير علي خان، أمير أفغانستان، إبعاد المبعوثين الروس، ولكنهم وصلوا إلى كابول في 22 يوليو عام 1878. طالب البريطانيون شير علي بقبول مهمة بريطانية أيضًا في 14 أغسطس. أدى هذا الحادث إلى نشوب الحرب الإنجليزية الأفغانية الثانية.
كان حادث بانجديه في عام 1885 الحدث الرئيسي التالي في تاريخ العلاقات الأفغانية الروسية. احتدم التنافس البريطاني الروسي مرة أخرى بعد أن استولت روسيا على عدة واحات من أفغانستان. هدد البريطانيون بالحرب، ولكنهما أبرما اتفاقية عام 1887 لإنشاء منطقة حاجزة في آسيا الوسطى.
أدت أعمال الشغب المناهضة لروسيا في عام 1916 في تركستان إلى حركة باسمشي، والتي تلقت بعض الدعم من الحكومة الأفغانية. استخدم متمردو الباسمشي أجزاء من أفغانستان كملاذ آمن حتى نشوب الثورة البلشفية في عام 1917، وذلك عندما بذل فلاديمير لينين وغيره من قادة الحزب الشيوعي جهودًا لكسب الدعم من عدد كبير من السكان المسلمين في بلادهم. كان البلاشفة مشغولين بالحرب الأهلية الروسية وغيرها من القضايا المحلية في أعقاب الحرب العالمية الأولى، لذلك كانت روسيا أقل تهديدًا مقارنة بالإمبريالية البريطانية. اندلعت الحرب الإنجليزية الأفغانية للمرة الثالثة بغزو أفغاني في عام 1919. دعمت روسيا السوفيتية أفغانستان بشكل غير مباشر خلال الحرب، وذلك من خلال أن تصبح أول دولة تقيم علاقات دبلوماسية معها في عام 1919 وتعترف بحدودها.
أدت محاولة بريطانية لاغتيال رئيس الوزراء الأفغاني أمان الله خان في يونيو عام 1920 إلى توقيع أفغانستان بسرعة لمسودة معاهدة عدم اعتداء سوفيتي أفغاني أُضفي عليها طابع رسمي في عام 1921. نصت المعاهدة على حقوق العبور الأفغانية من خلال الاتحاد السوفيتي وشكلت أساس العلاقات الودية خلال عشرينيات القرن العشرين. شملت المساعدة السوفيتية المبكرة المساعدة المالية والطائرات والفنيين التقنيين المرافقين وعمال التلغراف. شغل غلام نبي منصب السفير الأفغاني لدى الاتحاد السوفيتي في عام 1929 وتمركز في موسكو.

### الاتحاد الروسي
دُمِّر البيت السوفيتي للعلوم والثقافة في غرب كابول في أثناء القتال بين الفصائل المتنافسة خلال الحرب الأهلية الأفغانية (1992-1996).
هاجم المتمردون الطاجيكيون المتمركزون في أفغانستان موقعًا حدوديًا روسيًا في طاجيكستان وسط الحرب الأهلية الطاجيكية في عام 1993، فأدى ذلك إلى مقتل 25 روسي وإثارة ضربات انتقامية روسية، تسبب ذلك في أضرار جسيمة في شمال أفغانستان. أدت تقارير الدعم الأفغاني للمتمردين -وهي جزء من المعارضة الطاجيكية المتحدة ضد حكومة دوشانبي- إلى تهدئة العلاقات بين روسيا وأفغانستان.
ازداد استياء روسيا من نظام طالبان بشكل متزايد بسبب دعمه للمتمردين الشيشان، ولتوفيره الملاذ للجماعات الإرهابية النشطة في آسيا الوسطى وروسيا نفسها. قدمت روسيا المساعدة العسكرية للتحالف الشمالي الأفغاني، الذي أثبت في النهاية أنه قوة رئيسية في الجهود المبذولة للإطاحة بنظام طالبان بعد تدخل الولايات المتحدة في عام 2001.
صرح مسؤولو الدفاع الروس بأنهم سيقدمون طائرات هليكوبتر ومعدات عسكرية أخرى للجيش الأفغاني بقيمة 30 مليون دولار أمريكي في أكتوبر عام 2005.
وبخ الرئيس الأفغاني حامد كرزاي روسيا بعد دخول قواتها البلاد دون إذن في أكتوبر عام 2010، وذكر أيضًا أن روسيا «انتهكت السيادة الأفغانية» في مهمة مشتركة مع عملاء الولايات المتحدة الأمريكية.
قررت موسكو أن تصبح نشطة وتوسع دورها في أفغانستان بعد أن توترت علاقات روسيا مع الغرب بعد الصراع الأوكراني، وذلك بحسب عمر نصار مدير مركز الدراسات الأفغانية المعاصرة الذي اتخذ من موسكو مقرًا له.
قال الرئيس الأفغاني السابق حامد كرزاي في مقابلة حصرية مع وكالة أنباء سبوتنيك: «يتربط البلدان بعلاقات وثيقة للغاية الآن. تستطيع روسيا -بصفتها دولة مجاورة تربطنا معها علاقات تاريخية طويلة وعلاقات ودية تقليدية- المساهمة في عملية السلام، ونعتقد أن الصداقة مع روسيا ستصبح عاملًا مهمًا للاستقرار والتنمية المستدامة في بلادنا».
تشمل مشاركة روسيا الأكثر نشاطًا في أفغانستان مقترحات الاستثمار التجاري، والدعاية الدبلوماسية، والبرامج الثقافية، والدعم المالي والعسكري للحكومة المركزية، وتأثير السلطة في الشمال ومع طالبان. زُوِّدت الحكومة الأفغانية بعشرات الآلاف من بنادق الكلاشينكوف وملايين طلقات الذخيرة منذ عام 2016. بدأت موسكو بالفعل عدة جهود في المجال الدبلوماسي. استضافت روسيا ثلاث جولات من المحادثات التي شملت الصين وإيران وباكستان بين ديسمبر عام 2016 وأبريل عام 2017. شُملت أفغانستان أيضًا في الجولة الثالثة.
بُني مركز ثقافي روسي جديد في عام 2017 وأُعيد افتتاحه على طريق دار الأمان في كابول، وذلك في نفس موقع دار العلوم والثقافة في الحقبة السوفيتية السابقة، بُني في عام 1982 وتضرر من الحرب في تسعينات القرن العشرين.
أُقيم حفل في موسكو في 28 مايو عام 2019 بمناسبة الذكرى المئوية للعلاقات الدبلوماسية. أعقب ذلك محادثات بين سياسيين أفغان ووفد من طالبان في محاولة لتشكيل السلام في تمرد طالبان المستمر في أفغانستان.

## مقارنة بين البلدين
هذه مقارنة عامة ومرجعية للدولتين:
| وجه المقارنة                                              | أفغانستان                    | روسيا                                   |
| --------------------------------------------------------- | ---------------------------- | --------------------------------------- |
| المساحة (كم2)                                             | 652.23 ألف                   | 17.08 مليون                             |
| عدد السكان (نسمة)                                         | 34.94 مليون                  | 146.80 مليون                            |
| الكثافة السكانية (ن./كم²)                                 | 53.57                        | 8.59                                    |
| العاصمة                                                   | كابل                         | موسكو                                   |
| اللغة الرسمية                                             | اللغة البشتوية، اللغة الدرية | اللغة الروسية                           |
| العملة                                                    | أفغاني                       | روبل روسي                               |
| الناتج المحلي الإجمالي (بليون دولار)                      | 20.82 مليار                  | 1.58 تريليون                            |
| الناتج المحلي الإجمالي (تعادل القوة الشرائية) بليون دولار | 62.62 مليار                  | 3.69 تريليون                            |
| الناتج المحلي الإجمالي الاسمي للفرد دولار أمريكي          | 594                          | 9.09 ألف                                |
| الناتج المحلي الإجمالي للفرد دولار أمريكي                 | 1.93 ألف                     |                                         |
| مؤشر التنمية البشرية                                      | 0.479                        | 0.798                                   |
| رمز المكالمات الدولي                                      | +93                          | +7                                      |
| رمز الإنترنت                                              | .af                          | .ru، .рф، .рус ‏، .su                    |
| المنطقة الزمنية                                           | ت ع م+04:30                  | Magadan Time ‏، ت ع م+02:00، ت ع م+12:00 |

## منظمات دولية مشتركة
يشترك البلدان في عضوية مجموعة من المنظمات الدولية، منها:
| علم المنظمة | اسم المنظمة                        | تاريخ انضمام أفغانستان | تاريخ انضمام روسيا |
| ----------- | ---------------------------------- | ---------------------- | ------------------ |
|             | مؤسسة التنمية الدولية              | 2 فبراير 1961          | 16 يونيو 1992      |
|             | مؤسسة التمويل الدولية              | 23 سبتمبر 1957         | 12 أبريل 1993      |
|             | منظمة حظر الأسلحة الكيميائية       | ?                      | ?                  |
|             | الأمم المتحدة                      | 19 نوفمبر 1946         | 24 أكتوبر 1945     |
|             | الاتحاد الدولي للاتصالات           | 12 أبريل 1928          | 1866               |
|             | منظمة الشرطة الجنائية الدولية      | ?                      | 27 سبتمبر 1990     |
|             | البنك الدولي للإنشاء والتعمير      | 14 يوليو 1995          | 16 يونيو 1992      |
|             | الاتحاد البريدي العالمي            | ?                      | ?                  |
|             | وكالة ضمان الاستثمار متعدد الأطراف | 16 يونيو 2003          | 29 ديسمبر 1992     |
|             | يونسكو                             | 4 مايو 1948            | 21 أبريل 1954      |

## أعلام
هذه قائمة لبعض الشخصيات التي تربطها علاقات بالبلدين:
- شريف محمد (لاعب كرة قدم روسي، 21 مارس 1990[27] – )

## وصلات خارجية
- موقع وزارة الخارجية الأفغانية
- موقع وزارة الخارجية الروسية